# Ferik Ibrahim Paixà

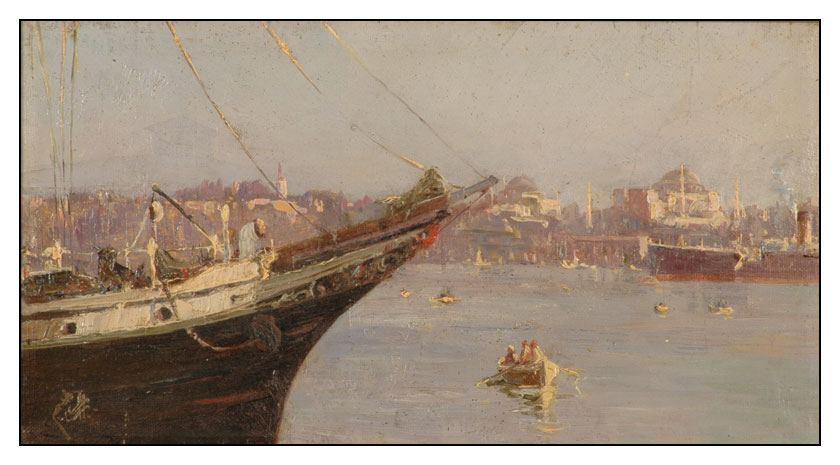
Paisatge d'Istanbul

Ferik İbrahim Paşa o Major General İbrahim Paixà (Istanbul, 1815-1891) fou un militar-enginyer otomà i es considera el primer pintor turc.
L'any 1835 es gradua com a enginyer i tinent de 2a de l'Escola Imperial d'Enginyeria otomà (avui Istanbul Teknik Üniversitesi). El 1856 es envia a Europa per estudis de disseny i pintura que va fer a París, Viena i Berlín. No es conoceix la data de la seva retorn al país, però se sap que va fer un retrat del Sultà Abdulmecid (regne 1839-1862). Generalment va fer paisatges i natura morta.
A la seva carrera militar va arribar a ser membre del Consell Militar otomà, com ferik (major general). El paixà va morir a la seva casa d'Üsküdar, Istanbul a l'edat de 76 anys.